# Liviu Dubălari
Liviu Dubălari (* 12. Januar 1996 in Chișinău) ist ein ehemaliger moldauischer Biathlet und Skilangläufer.
Liviu Dubălari startete für Dinamo. Er gab im Biathlon sein internationales Debüt bei den Juniorenrennen der Europameisterschaften 2012 in Osrblie, wo er 64. des Einzels und 65. des Sprints wurde. Ein Jahr später startete er in Obertilliach erstmals bei den Juniorenweltmeisterschaften 2013, bei denen er 98. des Einzels und 106. des Sprints wurde. Bei den Biathlon-Europameisterschaften 2013 in Bansko startete er erstmals bei den Männern. Als 60. des Sprints qualifizierte er sich als Letzter für das Verfolgungsrennen, das er jedoch nicht bestritt. In den folgenden Jahren lief er bei den Biathlon-Europameisterschaften 2014 in Nové Město auf den 71. Platz im Einzel sowie auf den 70. Rang im Sprint, bei den Biathlon-Europameisterschaften 2017 in Duszniki-Zdrój auf den 116. Platz im Sprint, auf den 105. Rang im Einzel sowie auf den 19. Platz mit der Mixed-Staffel und bei den Biathlon-Europameisterschaften 2018 in Ridnaun auf den 126. Platz im Sprint, auf den 100. Rang im Einzel sowie auf den 23. Platz mit der Single-Mixed-Staffel. Zudem nahm er von 2016 bis 2018 am IBU-Cup teil und erreichte dabei in der Saison 2017/18 in Uwat mit dem 51. Platz im Sprint seine beste Platzierung in einem Einzelrennen.
Im Skilanglauf startete Dubălari von 2012 bis 2017 in internationalen Rennen, vorwiegend im Balkan Cup. Beim Europäischen Olympischen Winter-Jugendfestival 2013 in Brașov wurde er über 7,5 Kilometer Klassisch 80., über 10 Kilometer Freistil 76. Bei den Nordischen Skiweltmeisterschaften 2013 im Val di Fiemme belegte er den 124. Platz im Sprint, bei den Nordischen Skiweltmeisterschaften 2015 in Falun den 116. Platz im Sprint sowie den 109. Rang über 15 km Freistil und bei den Nordischen Skiweltmeisterschaften 2017 in Lahti den 130. Platz im Sprint.